# Bézancourt
Pour l’article homonyme, voir Bezancourt.
Bézancourt est une commune française située dans le département de la Seine-Maritime en région Normandie.

## Géographie
| La Feuillie                          | Beauvoir-en-Lyons  | Bosc-Hyons |
|                                      | Bézancourt         |            |
| Fleury-la-Forêt Eure Bosquentin Eure | Bézu-la-Forêt Eure | Montroty   |

### Hydrographie
La commune est située dans le bassin Seine-Normandie. Elle n'est drainée par aucun cours d'eau,.

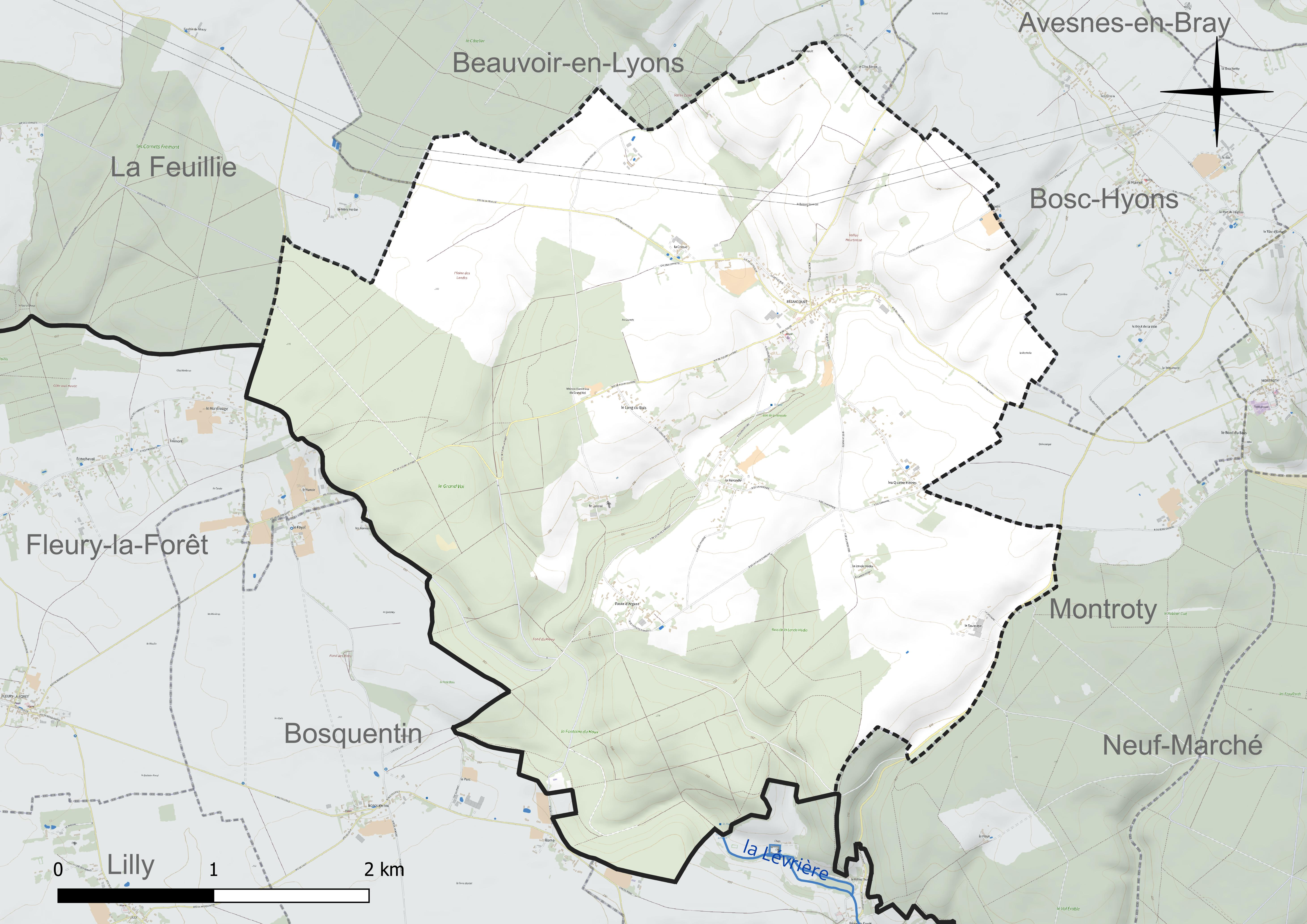
Réseau hydrographique de Bézancourt.

### Climat
Pour des articles plus généraux, voir Climat de la Normandie et Climat de la Seine-Maritime.
En 2010, le climat de la commune est de type climat océanique dégradé des plaines du Centre et du Nord, selon une étude du CNRS s'appuyant sur une série de données couvrant la période 1971-2000. En 2020, Météo-France publie une typologie des climats de la France métropolitaine dans laquelle la commune est exposée à un climat océanique et est dans la région climatique Côtes de la Manche orientale, caractérisée par un faible ensoleillement (1 550 h/an) ; forte humidité de l’air (plus de 20 h/jour avec humidité relative > 80 % en hiver), vents forts fréquents. Parallèlement le GIEC normand, un groupe régional d’experts sur le climat, différencie quant à lui, dans une étude de 2020, trois grands types de climats pour la région Normandie, nuancés à une échelle plus fine par les facteurs géographiques locaux. La commune est, selon ce zonage, exposée à un « climat contrasté des collines », correspondant au Pays de Bray, bien arrosé et frais.
Pour la période 1971-2000, la température annuelle moyenne est de 10 °C, avec une amplitude thermique annuelle de 14,5 °C. Le cumul annuel moyen de précipitations est de 833 mm, avec 12,6 jours de précipitations en janvier et 8,7 jours en juillet. Pour la période 1991-2020, la température moyenne annuelle observée sur la station météorologique la plus proche, située sur la commune d'Étrépagny à 15 km à vol d'oiseau, est de 11,3 °C et le cumul annuel moyen de précipitations est de 774,0 mm,. Pour l'avenir, les paramètres climatiques de la commune estimés pour 2050 selon différents scénarios d’émission de gaz à effet de serre sont consultables sur un site dédié publié par Météo-France en novembre 2022.

## Urbanisme

### Typologie
Au 1er janvier 2024, Bézancourt est catégorisée commune rurale à habitat très dispersé, selon la nouvelle grille communale de densité à sept niveaux définie par l'Insee en 2022.
Elle est située hors unité urbaine. Par ailleurs la commune fait partie de l'aire d'attraction de Gournay-en-Bray, dont elle est une commune de la couronne,. Cette aire, qui regroupe 21 communes, est catégorisée dans les aires de moins de 50 000 habitants,.

### Occupation des sols
L'occupation des sols de la commune, telle qu'elle ressort de la base de données européenne d’occupation biophysique des sols Corine Land Cover (CLC), est marquée par l'importance des territoires agricoles (61,3 % en 2018), une proportion sensiblement équivalente à celle de 1990 (61,4 %). La répartition détaillée en 2018 est la suivante : 
terres arables (44,2 %), forêts (38,7 %), prairies (12,1 %), zones agricoles hétérogènes (5 %). L'évolution de l’occupation des sols de la commune et de ses infrastructures peut être observée sur les différentes représentations cartographiques du territoire : la carte de Cassini (XVIIIe siècle), la carte d'état-major (1820-1866) et les cartes ou photos aériennes de l'IGN pour la période actuelle (1950 à aujourd'hui).

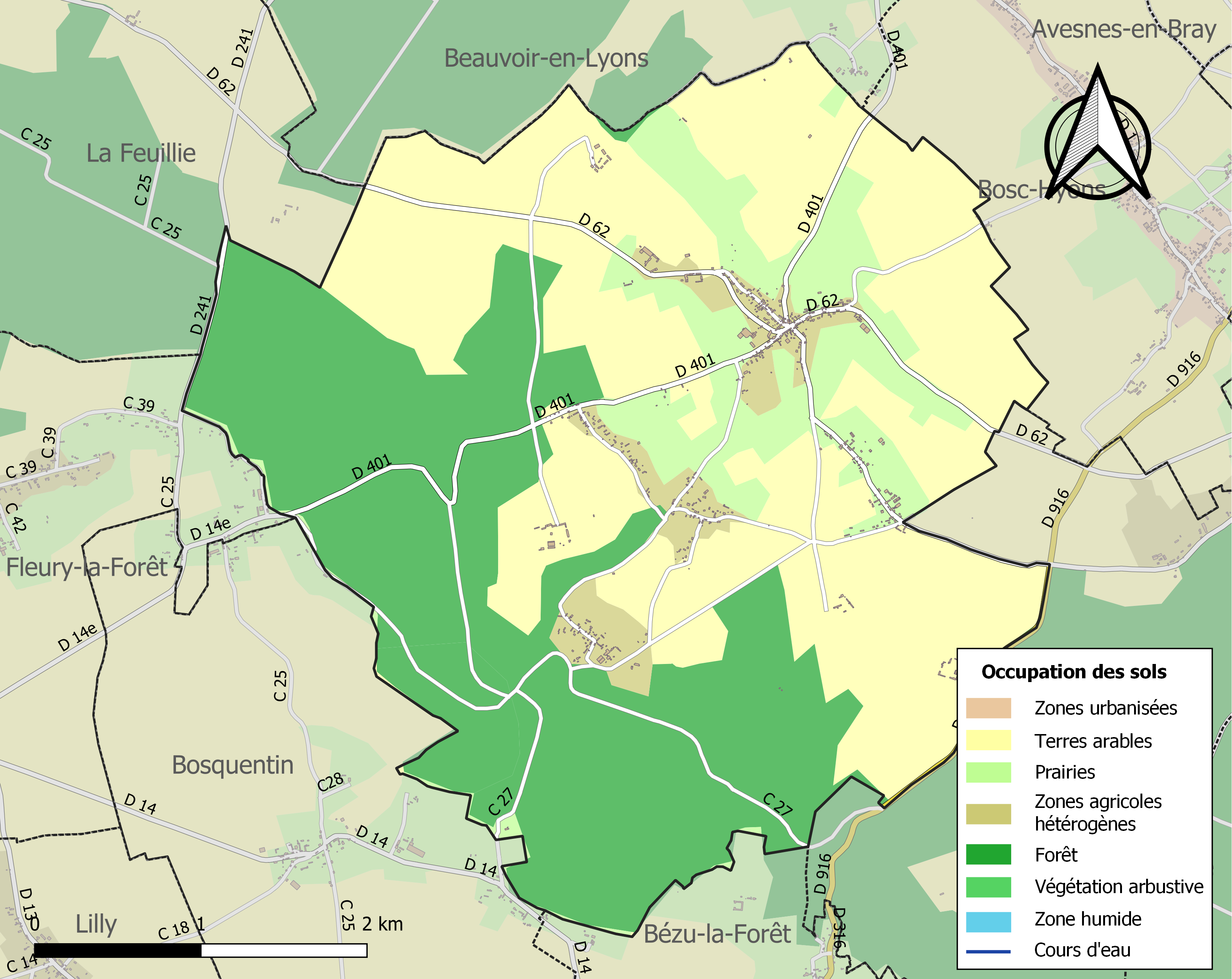
Carte des infrastructures et de l'occupation des sols de la commune en 2018 (CLC).

## Toponymie
Le nom de la localité est attesté sous les formes Bosencort et Buesencort fin du XIIe siècle; Boesencort en 1202; de Bosencort en 1208; Bosencort en 1210; Bensencort vers 1240; Buesencort en 1260; Beusencuria (variante Besencuria) en 1337; Beusencourt 1431 (Longnon); Buesencuria en 1438 et1439; Beuzencourt en 1491; Saint Aubin de Bezancourt en 1735; Bezancour en 1715 (Frémont); Bézancourt en 1757 (Cassini).

## Histoire
Les vestiges d'une construction mérovingienne subsistent dans la propriété du manoir situé au cœur du village. Il est construit lui-même sur des fondations mérovingiennes.

Le manoir construit en partie au XIIe siècle, époque dont il subsiste une tour, a été remanié au XVe siècle dont il subsiste l'aile centrale et à laquelle a été adjointe au XVIe siècle une autre tour.

Ce manoir a été la propriété de Charles VII et a pu lui servir de relais de chasse, à la lisière de la plus grande forêt du domaine royal (forêt de Lyons) et d'abri pour ses amours avec Agnès Sorel à la beauté légendaire. Il a également appartenu à Jean d'Estouteville, représentant de la plus haute aristocratie normande.

Jeanne d'Arc y aurait fait escale et aurait séjourné dans la tour du XIIe siècle qui subsiste.

Aux XVIIe et XVIIIe siècles, le château du Landel a été le siège d'une de ces verreries.

Le XIXe siècle verra le déclin de ce village typique du pays de Bray.

## Politique et administration
| Période                                  | Période                    | Identité                 | Étiquette | Qualité              |
| ---------------------------------------- | -------------------------- | ------------------------ | --------- | -------------------- |
| Les données manquantes sont à compléter. |                            |                          |           |                      |
|                                          | 1814                       | Dulandel                 |           |                      |
| 1815                                     | 1816                       | Cavé                     |           |                      |
| 1816                                     | 1818                       | Adrien Lerade            |           |                      |
| 1819                                     | 1831                       | Chagrin de Saint Hilaire |           |                      |
| 1831                                     | 1836                       | Louis Buron              |           |                      |
| 1836                                     | 1852                       | Louis Charles Papin      |           |                      |
| 1852                                     | 1877                       | Chagrin de Saint Hilaire |           |                      |
| 1878                                     | 1881                       | Francois Douville        |           |                      |
| 1881                                     | 1887                       | Augustin Moinet          |           |                      |
| 1887                                     | 1892                       | Louis Moinet             |           |                      |
| 1892                                     | 1894                       | Désiré Delaplace         |           |                      |
| 1894                                     | 1898                       | Louis Moinet             |           |                      |
| 1898                                     | 1902                       | Auguste Leheurteur       |           |                      |
| 1902                                     | 1907                       | Emmanuel Bommet          |           |                      |
| 1907                                     | 1908                       | Charles Leroy            |           |                      |
| 1908                                     | 1919                       | Jules Vidhant            |           |                      |
| 1919                                     | 1945                       | Joseph Moisy             |           |                      |
| 1945                                     | 1963                       | Jules Vidhant            |           |                      |
| 1964                                     | mars 1983                  | Xavier Trancart          |           |                      |
| mars 1983                                | mai 2020                   | Michel Denjean           | PS        | Agriculteur retraité |
| mai 2020                                 | En cours (au 10 août 2020) | Jean-Marie Nirlo         |           | Retraité             |

## Démographie
L'évolution du nombre d'habitants est connue à travers les recensements de la population effectués dans la commune depuis 1793. Pour les communes de moins de 10 000 habitants, une enquête de recensement portant sur toute la population est réalisée tous les cinq ans, les populations de référence des années intermédiaires étant quant à elles estimées par interpolation ou extrapolation. Pour la commune, le premier recensement exhaustif entrant dans le cadre du nouveau dispositif a été réalisé en 2005.

En 2022, la commune comptait 362 habitants, en évolution de +3,43 % par rapport à 2016 (Seine-Maritime : +0,35 %, France hors Mayotte : +2,11 %).
| 1793  | 1800 | 1806 | 1821 | 1831 | 1836 | 1841 | 1846 | 1851 |
| ----- | ---- | ---- | ---- | ---- | ---- | ---- | ---- | ---- |
| 1 107 | 753  | 807  | 715  | 814  | 786  | 764  | 772  | 780  |

| 1856 | 1861 | 1866 | 1872 | 1876 | 1881 | 1886 | 1891 | 1896 |
| ---- | ---- | ---- | ---- | ---- | ---- | ---- | ---- | ---- |
| 701  | 711  | 704  | 653  | 588  | 552  | 523  | 507  | 515  |

| 1901 | 1906 | 1911 | 1921 | 1926 | 1931 | 1936 | 1946 | 1954 |
| ---- | ---- | ---- | ---- | ---- | ---- | ---- | ---- | ---- |
| 489  | 455  | 438  | 356  | 445  | 439  | 472  | 450  | 387  |

| 1962 | 1968 | 1975 | 1982 | 1990 | 1999 | 2005 | 2006 | 2010 |
| ---- | ---- | ---- | ---- | ---- | ---- | ---- | ---- | ---- |
| 307  | 272  | 255  | 261  | 238  | 248  | 278  | 283  | 335  |

| 2015 | 2020 | 2022 | - | - | - | - | - | - |
| ---- | ---- | ---- | - | - | - | - | - | - |
| 347  | 360  | 362  | - | - | - | - | - | - |

## Culture locale et patrimoine

### Lieux et monuments
- Église Saint-Aubin.
- Manoir de Charles VII, daté du XVIe siècle.
- La verrerie du Landel[26],[27].
- La Pierre qui Tourne (de) mégalithe[28],[29]

### Cartes postales anciennes

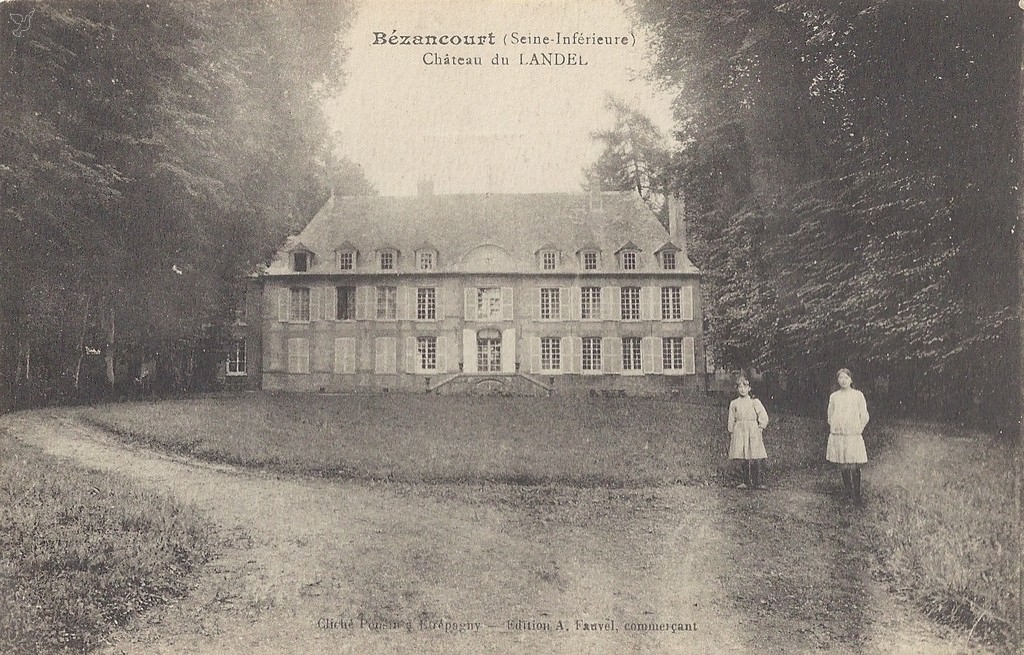
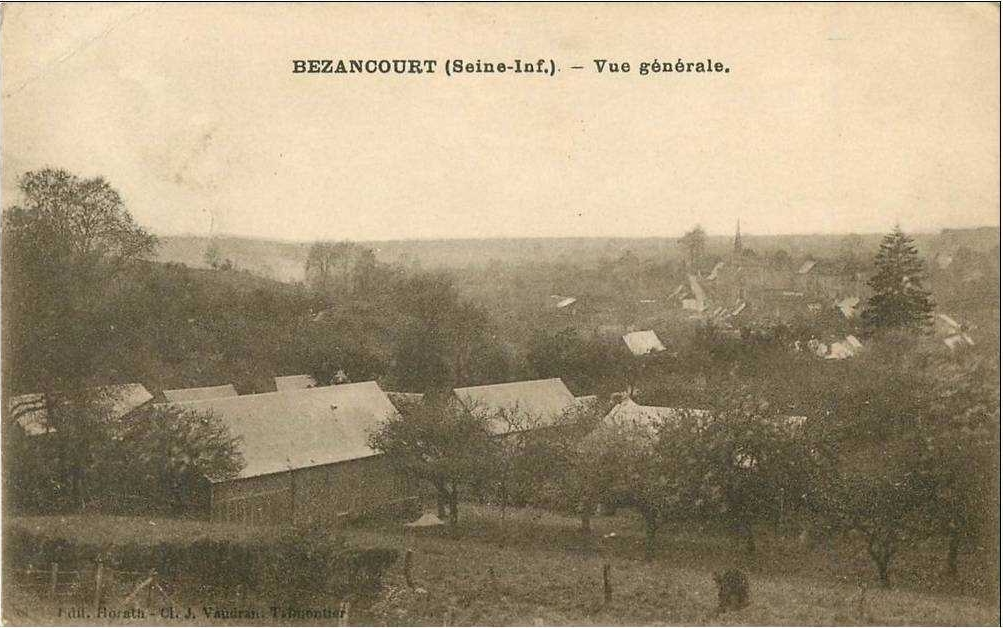
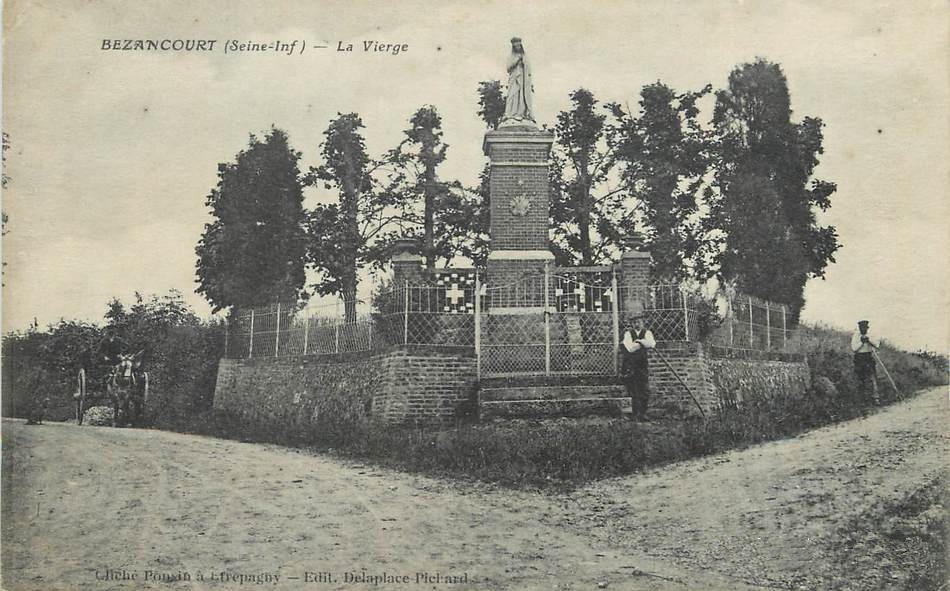
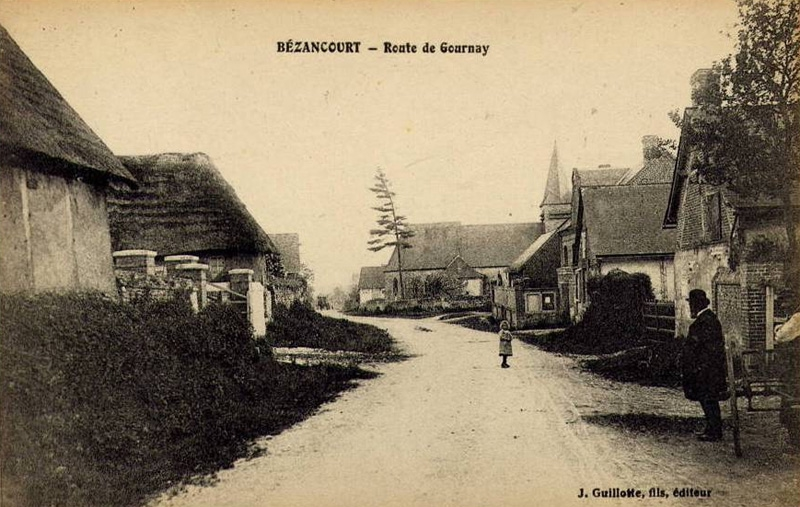

### Personnalités liées à la commune
- Jean de Grouchy (1354-1435), seigneur de Bézancourt.
- Robert Dubois (1709-1769), né à Bézancourt, céramiste cofondateur de la Manufacture de Vincennes, avec son frère Gilles et d'autres ; il travailla à Valenciennes, Saint-Amand et Tournai où il dirigea la Manufacture, est décédé dans cette ville.
- Gilles Dubois (céramiste), né à Bézancourt en 1713, céramiste, cofondateur avec son frère Robert de la Manufacture de Vincennes, travailla à Valenciennes, Saint-Amand et Tournai.

## Héraldique
| Blason de Bézancourt | Blason  | Tiercé en pairle renversé: au 1 d'azur à un flacon d'argent; au 2 d'argent à trois fasces de gueules et au lion de sable, armé, lampassé et couronné d'or brochant; au 3 de sinople à un bouleau accosté de deux cerfs affrontés tous d'or soutenus d'une burelle ondée d'argent. |
| Blason de Bézancourt | Détails | Créé par JF Binon. Page Commune 2024 |